# 랴오중 순환 고속공로
랴오중 순환 고속공로(辽中地区环线高速公路, 랴오중지구환선고속공로)은 중화인민공화국의 고속형 공공도로이며, 중국국가고속공로망의 제G91호 고속공로로 지정되어 있다.
랴오닝성 선양시 랴오중 현을 시작으로 신민 시, 톄링 시, 푸순 시, 번시 시, 랴오양 시를 거쳐 랴오중 현으로 돌아오는 순환선이다.

## 주요 교차도로
- G1113, 랴오닝성 번시 시
- G15, 랴오닝성 랴오양 시
- G1, 랴오닝성 선양시, 랴오중 현
- G1113, 랴오닝성 선양시, 신민 시
- S2, 랴오닝성 선양시, 파쿠 현
- G1, 랴오닝성 톄링 시
- G1212, 랴오닝성 푸순 시